# Vieille-Toulouse
Vieille-Toulouse är en kommun i departementet Haute-Garonne i regionen Occitanien i södra Frankrike. Kommunen ligger i kantonen Castanet-Tolosan som tillhör arrondissementet Toulouse. År 2022 hade Vieille-Toulouse 1 224 invånare.

## Befolkningsutveckling
Antalet invånare i kommunen Vieille-Toulouse
Referens:INSEE